# Franz-von-Sales-Kirche (Düsseldorf)

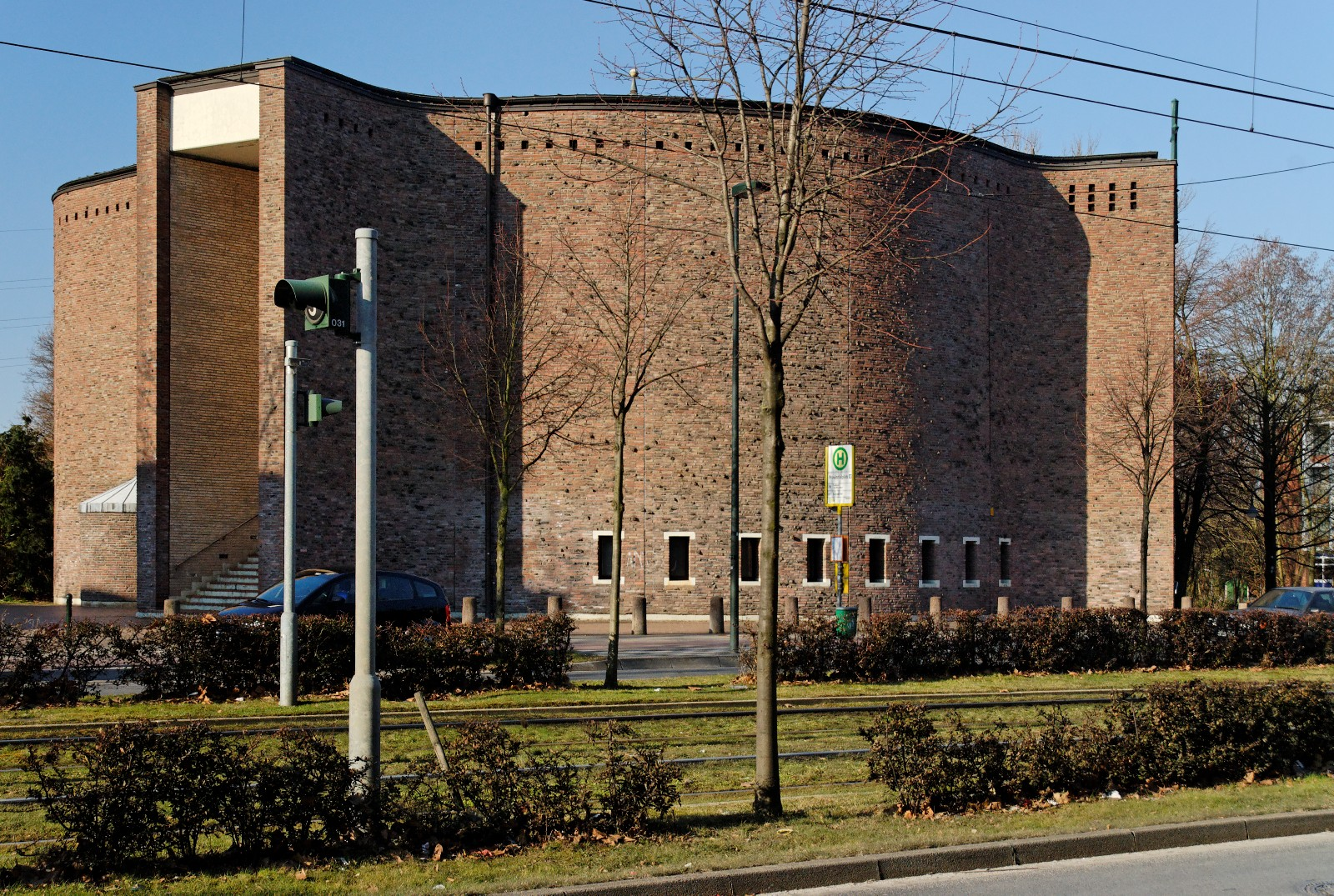
Franz-von-Sales-Kirche, von der Siegburger Straße aus gesehen

Die Franz-von-Sales-Kirche ist eine 1969 bis 1971 nach Entwürfen des Architekten Hans Schwippert gebaute Filialkirche der katholischen Pfarrgemeinde St. Maria Rosenkranz im Düsseldorfer Stadtteil Oberbilk an der Stadtteilgrenze zu Wersten, dem sie kirchlich zugeordnet ist.

## Vorgeschichte und Bau der Kirche
Die Kirche steht am südlichen Ende der Siegburger Straße und grenzt unmittelbar an den Südpark.
Das Grundstück, auf dem die Franz-von-Sales-Kirche gebaut wurde, war zuvor der Standort der Scheidlingsmühle, die 1435 erstmals urkundlich erwähnt wurde und 1893 bis auf die Grundmauern abgebrannt war. In der Folgezeit befand sich die Ausflugswirtschaft „Zur Scheidlingsmühle“ auf dem Grundstück, das 1966 von der Stadt an die Werstener Kirchengemeinde St. Maria Rosenkranz zwecks Neubaus einer Filialkirche verkauft wurde.
In diesem Außenbezirk der Pfarrei wurde seit Anfang der 1920er Jahre der Sonntagsgottesdienst in einer alten städtischen Schule in der nahen Gerberstraße gefeiert. Jene Notkirche stand bereits unter dem Patronat des heiligen Franz von Sales, wohl anlässlich seines 300. Todestages 1922, dem Papst Pius XI. eigens eine Enzyklika gewidmet hatte. Das Anwachsen der Gemeinde und der Bau mehrerer benachbarter Schulen erforderten den Neubau einer größeren Filial- und Schulkirche, deren Planung im Sommer 1967 begann und die von Herbst 1969 bis Herbst 1971 vom Architekten Hans Schwippert errichtet wurde. Geweiht wurde die Kirche am 8. Oktober 1971 durch den Kölner Weihbischof Hubert Luthe. Die Wahl des Kirchenpatrons ist in der Tradition der älteren Notkirche und in der Beziehung des Heiligen zur Bildung und den Bildungsaufgaben der umliegenden Schulen begründet. 

## Architektur
Der markante Rundbau von Schwippert, der auch die Ausstattung von St. Maria Rosenkranz überarbeitete und die Pauluskirche nach dem Krieg verändert wieder errichtete, besteht aus rotem Backstein. Am Bau waren zudem Friedrich Kohlmann und Ernst Kayser beteiligt. Der Rundbau mit eiförmigem Grundriss hat drei Ausflüchte.
Eine Besonderheit der denkmalgeschützten Kirche ist ihr Innenraum, der an ein antikes Theater oder einen Hörsaal erinnert: Der Altar befindet sich an der tiefsten Stelle und die halbrund um ihn angeordneten Bänke stehen auf nach hinten ansteigenden Stufen.
Schwipperts Idee war dabei die Form eines Plattfischs mit dem Altarraum als Kopf und den Eingängen als Flossen.
Für das Sakramentshäuschen mit dem Tabernakel in einer halbrunden Nische der Außenwand wurde ein, bei den Gründungsarbeiten gefundener, alter Mühlstein mit 1,40 Meter Durchmesser als Grundstein zum Gedenken an die ehemals bedeutende Scheidlingsmühle verwendet.
Der Innenraum zeichnet sich auch durch seine sehr gute Akustik aus. Die Innenwand ist ein Mauerwerk mit unterschiedlich breiten, teilweise unverfüllten Fugen. Dadurch wird der Schall auf natürliche Weise gerichtet verstärkt. Aus diesem Grund und wegen der abfallenden Bestuhlung eignet sich die Kirche auch besonders für Konzerte und andere Aufführungen.

## Orgel
Die Orgel wurde 1958 von dem Orgelbauer Paul Ott (Göttingen) erbaut. Das Schleifladen-Instrument hat 11 Register auf zwei Manualen und Pedal. Die Spiel- und Registertrakturen sind mechanisch.
| I Hauptwerk C–f3 |              |       |
| 1.               | Metallpommer | 8′    |
| 2.               | Principal    | 4′    |
| 3.               | Mixtur III   | 1 ⁄3′ |
| 4.               | Krummhorn    | 8′    |

| II Nebenwerk C–f3 |             |       |
| 5.                | Holzgedackt | 8′    |
| 6.                | Rohrflöte   | 4′    |
| 7.                | Principal   | 2′    |
| 8.                | Nasat       | 1 ⁄3′ |

| Pedal C–f1 |           |     |
| 9.         | Subbass   | 16′ |
| 10.        | Offenbass | 8′  |
| 11.        | Rankett   | 4′  |

- Koppeln: II/I, I/P, II/P

## Nutzung und Zukunft
Neben den werktäglichen Schulgottesdiensten finden hier wöchentlich Sonntagvorabendmessen der Katholischen Polnischen Mission in Düsseldorf statt. Darüber hinaus wird am zweiten Weihnachtsfeiertag, auf Ostermontag und an drei bis vier weiteren Sonntagen im Jahr eine mit neuer geistlicher Musik besonders gestaltete Heilige Messe gefeiert. Der Update-Gottesdienst – eine neue Form des Gottesdienstes, in dem Lobpreis- und Anbetungslieder eine zentrale Rolle spielen – hat hier ebenfalls seine Heimat gefunden und wird dreimal jährlich gefeiert.
2006 beschloss der Kirchenvorstand aus Gründen des Unterhalts den Verkauf des Gebäudes an eine andere christliche Religionsgemeinschaft. Im aktuellen Pastoralkonzept hat die Kirche an Bedeutung gewonnen. Ein konkreter Verkauf wird nicht mehr erwähnt. Lediglich müsse über die Zukunft der Franz-von-Sales-Kirche mit den Verantwortlichen des Erzbistums Köln weiter diskutiert werden.